# Olympic Nemzeti Park
Az Olympic Nemzeti Park Washington állam Olympic-félszigetén található. Nyugaton a Csendes-óceán, északon a Juan de Fuca-szoros, Tacoma déli részén egy széles csatorna képezi a térségnek a határait. A félsziget közepén emelkedik az Olympic-hegység, a 2428 méter magas Olympus-heggyel névadója az 1592-ben errefelé hajózó Juan de Fuca volt. A nemzeti park erdőkkel körülvett, alpesi rétekkel és jég fedte hegycsúcsokkal tarkított vidék. Különleges fekvése egyedülálló bioszférát hozott létre, legfontosabb jellegzetessége a mohákkal borított fákból álló mérsékelt égövi esőerdő. A park két részre osztható, egy hegyvidéki területre és egy óceánpart melletti sávra. A hegyvidékes részen mintegy hatvan gleccser található, ezek az egyenlítőhöz legközelebb eső kétezer méter alatt induló gleccserek a világon. Az erdők nagyrészt tűlevelű fákból állnak (erdeifenyők, lucfenyők, cédrusok), és többek között havasi kecskéknek, jávorszarvasoknak, pumáknak, fekete medvéknek és hódoknak adnak otthont. Az erdők komoly kereskedelmi értéket képviselnek, a védett területen kívüli fák gyakorlatilag teljes egészében feldolgozásra kerülnek. Az óceáni partszakasz megközelítőleg száz kilométer hosszú, itt tengerisünök, kagylók, rákok és madarak élnek. Az óceánba ömlő folyókban édesvízi a torkolatnál sósvízi halfajok találnak menedéket. A parkhoz tartozik egy több mint nyolcvan kilométer hosszú keskeny parti sáv is. Az óceánba siető folyók torkolatánál négy indián rezervátum a Hoh, Quileute, Ozette és a Makah található. Lakóinak fő bevételi forrása a lazac; ők a sporthorgászokkal ellentétben hálót használhatnak.
A park éghajlatát döntően befolyásolja a Csendes-óceán vízfelületének párolgása; gyakran alakulnak ki hatalmas zivatarfelhők, amiket az óceáni szél a kontinens felé terel, bőséges csapadékot biztosítva a hegyekben. Emiatt az éves csapadékmennyiség a környékre jellemző évi 3500 mm helyett az Olympic-hegység óceán felőli oldalán eléri az 5000 mm-t.

## Esőerdő
Az Olympic Nemzeti Park kedvező éghajlati viszonyai burjánzó esőerdő kialakulását tették lehetővé. Az óriási méretű fák némelyikének törzsét teljesen beborítják az epifiták (fán élő,de nem élősdi növény), a zuzmók és a mohák, körülöttük dúsan nőnek a páfrányok. A tőzegmohás lápokon nő a vörös éger, és elterjedtek a füzek és nyírfák különböző fajai is.

Panoráma kilátás

## Jéghegyek

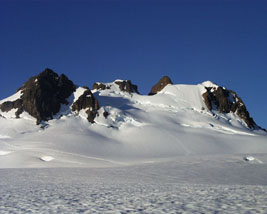
Az Olympus-hegység csúcsa.

A park szívében húzódik az Olympic-hegység, legmagasabb csúcsa, az Olympus-hegy, mellette tornyosul a Tom és a Mathias. E jéghegyek között öt, nyugatról kelet felé a White, a Blue, a Humes, a Hoh és a Hubert gleccser található. A magas hegyek kevés állatfajnak biztosítanak kedvező életteret. A hegység két jellegzetes lakója a havasi kecske, és egy mormotafaj, amely kizárólag itt fordul elő.